# Union Square

Mapa simplificado del proyecto Union Square.

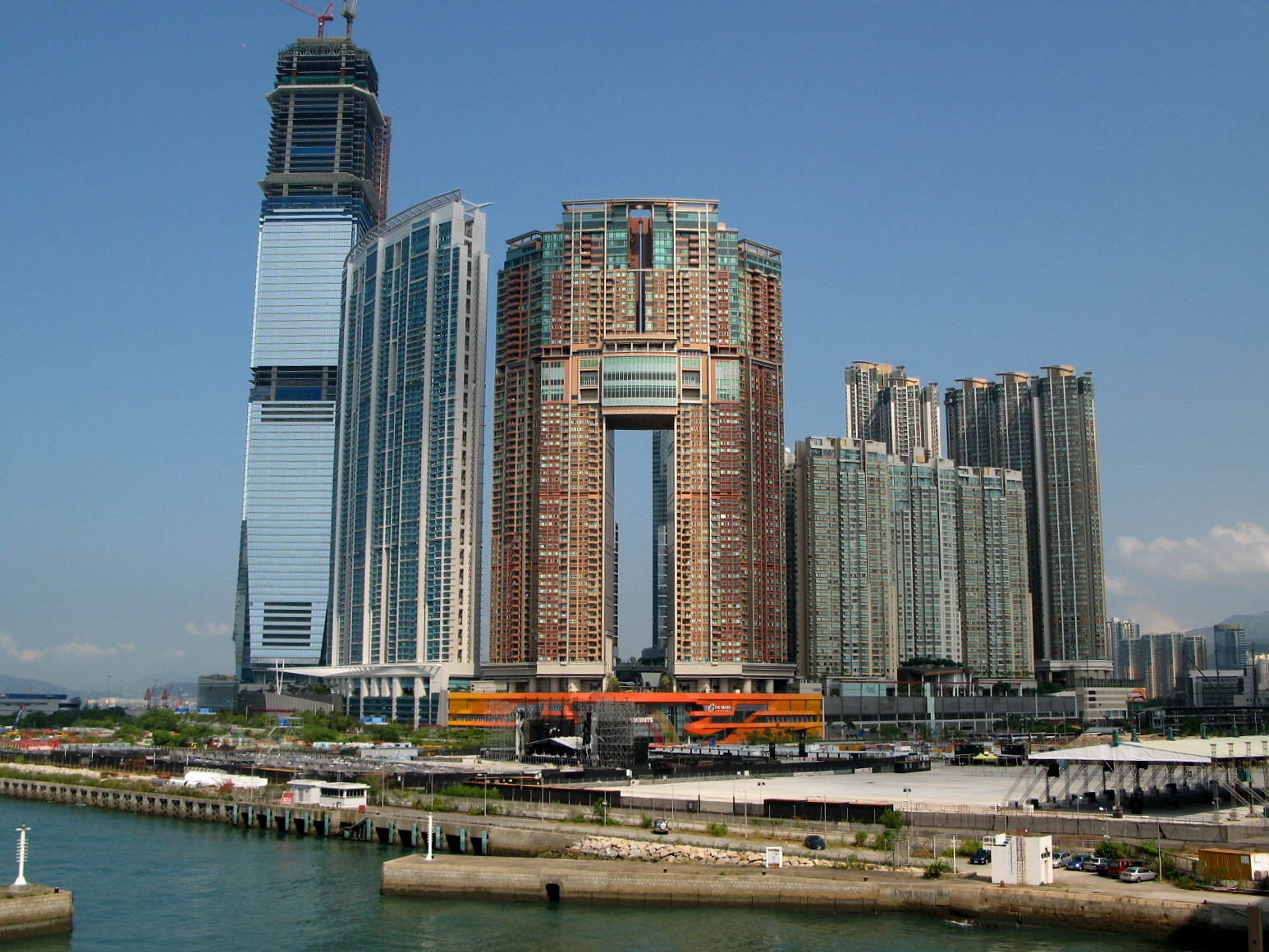
Vista de Union Square desde el sur.

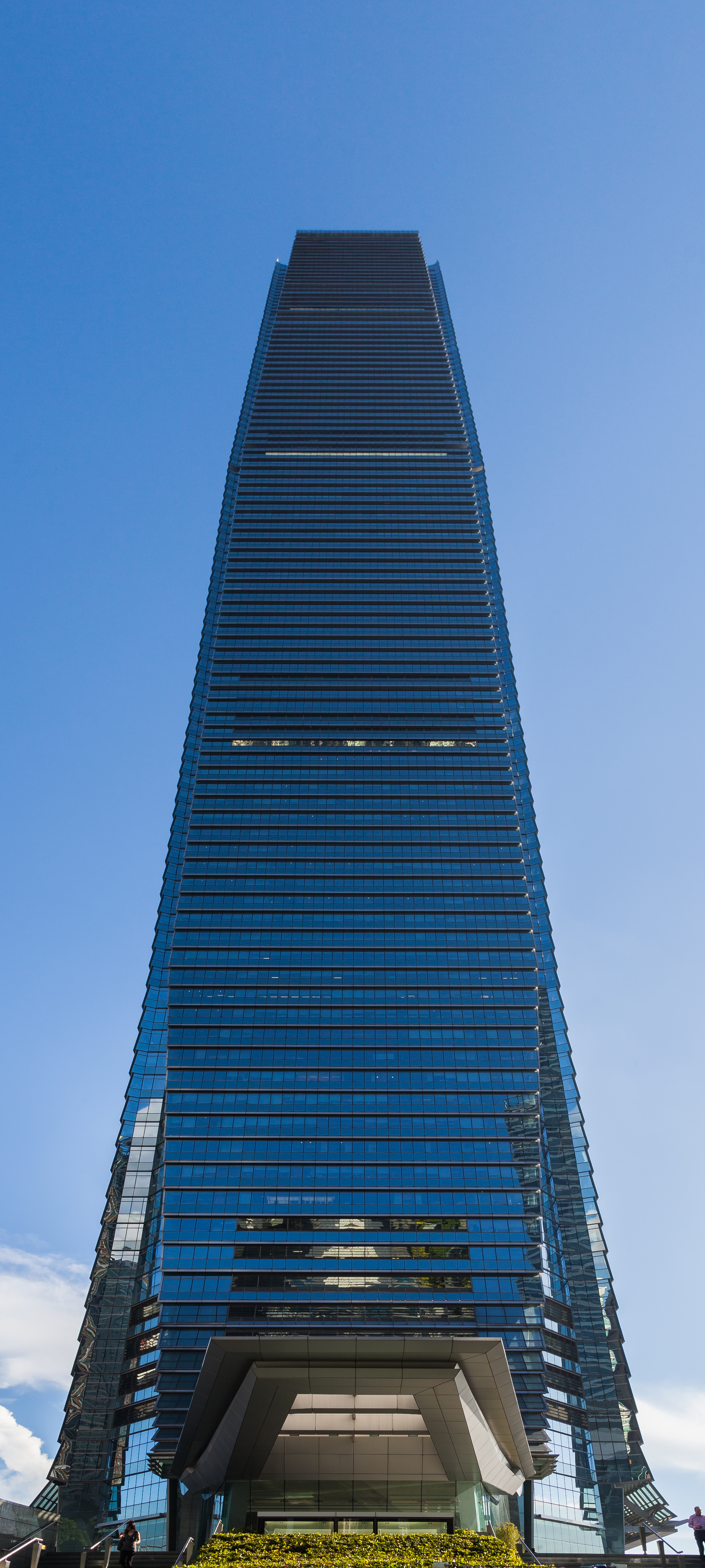
El International Commerce Centre desde su base.

Union Square es un complejo de edificios de uso mixto situado en las tierras ganadas al mar de West Kowloon, en Hong Kong(China). Ocupa un terreno de 13,54 hectáreas, y los edificios del complejo tienen una superficie total de 1 090 026 m², aproximadamente el mismo tamaño de Canary Wharf en Londres. Alberga algunos de los edificios más altos de Hong Kong, incluido el más alto, el International Commerce Centre, y la torre residencial más alta de Hong Kong, The Cullinan.
Union Square está situado en el 1 de Austin Road West, en Tsim Sha Tsui (Kowloon), e incluye la Estación de Kowloon del Metro de Hong Kong. En total, el complejo alberga 5866 viviendas (608 026 m²), 2230 habitaciones de hotel y 2490 apartamentos con servicios (167 472 m² entre los dos), y 231 778 m² de oficinas. También contiene un centro comercial de 82750 m² llamado Elements.

## Edificios
A continuación se muestra una tabla resumen de los edificios que componen Union Square.
| Finalización | Edificio                      | Plantas | Altura   |
| 2000         | The Waterfront, torre 1       | 46      | 142,46 m |
| 2000         | The Waterfront, torre 2       | 46      | 142,46 m |
| 2000         | The Waterfront, torre 3       | 46      | 142,46 m |
| 2000         | The Waterfront, torre 5       | 46      | 142,46 m |
| 2000         | The Waterfront, torre 6       | 46      | 142,46 m |
| 2000         | The Waterfront, torre 7       | 46      | 142,46 m |
| 2003         | Sorrento, torre 1             | 75      | 256,3 m  |
| 2003         | Sorrento, torre 2             | 66      | 236 m    |
| 2003         | Sorrento, torre 3             | 64      | 218 m    |
| 2003         | Sorrento, torre 5             | 62      | 212 m    |
| 2003         | Sorrento, torre 6             | 60      | 206 m    |
| 2003         | The Harbourside               | 73      | 251,16 m |
| 2005         | The Arch                      | 65      | 231 m    |
| 2008         | The Cullinan, torre norte     | 68      | 269,92 m |
| 2008         | The Cullinan, torre sur       | 68      | 269,92 m |
| 2010         | International Commerce Centre | 108     | 484 m    |

### The Waterfront

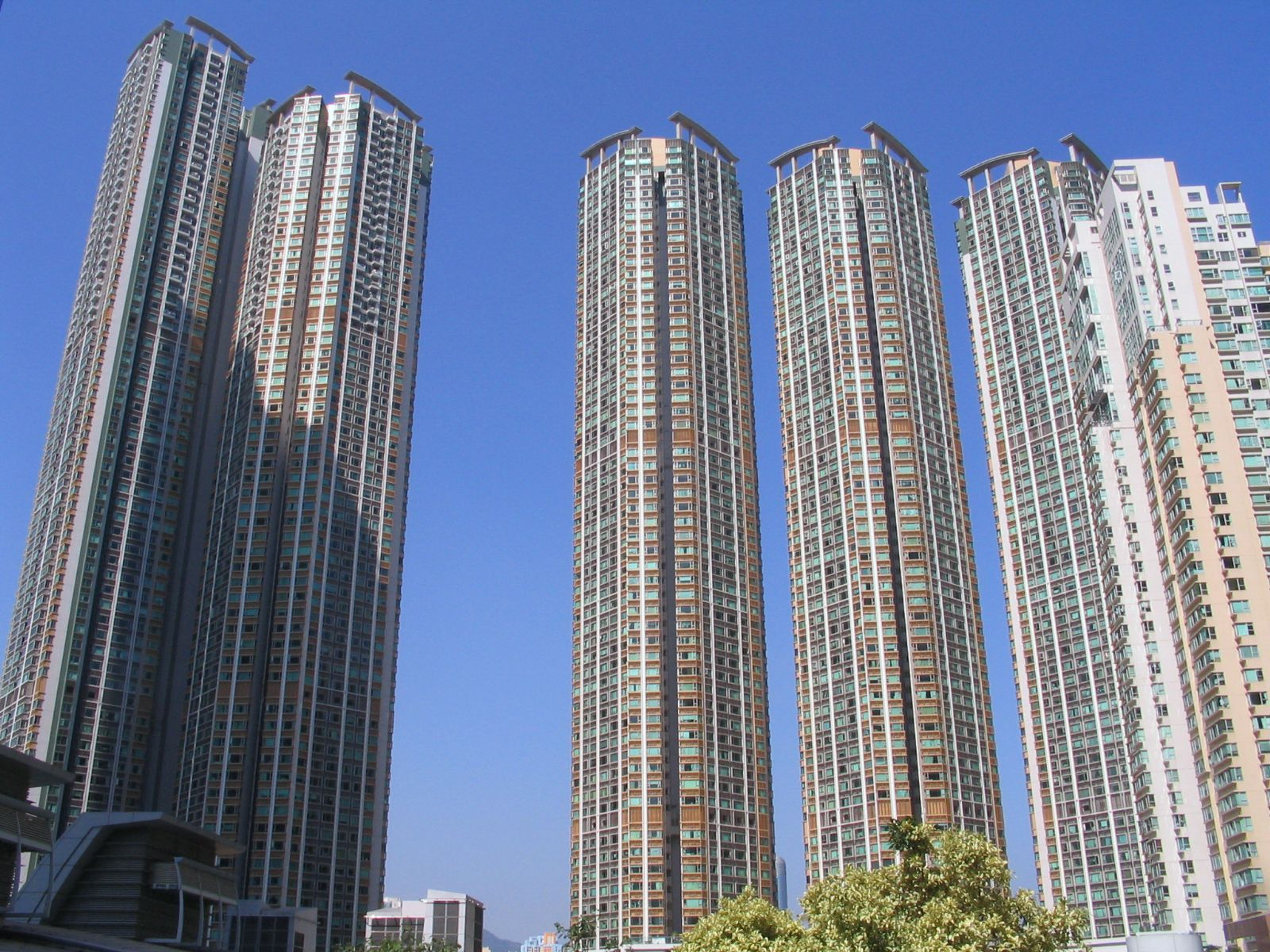
Las cinco torres de Sorrento.

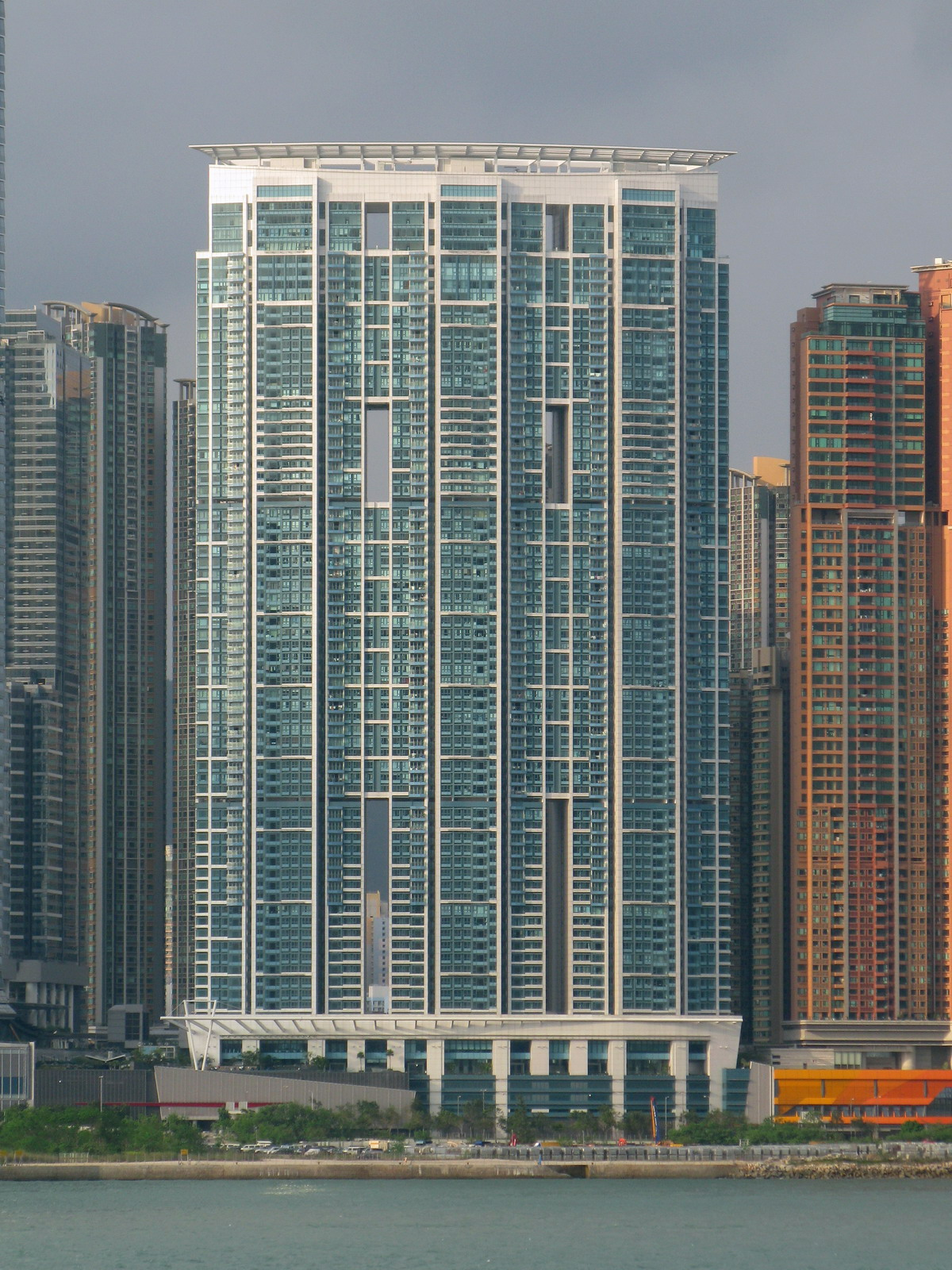
The Harbourside.

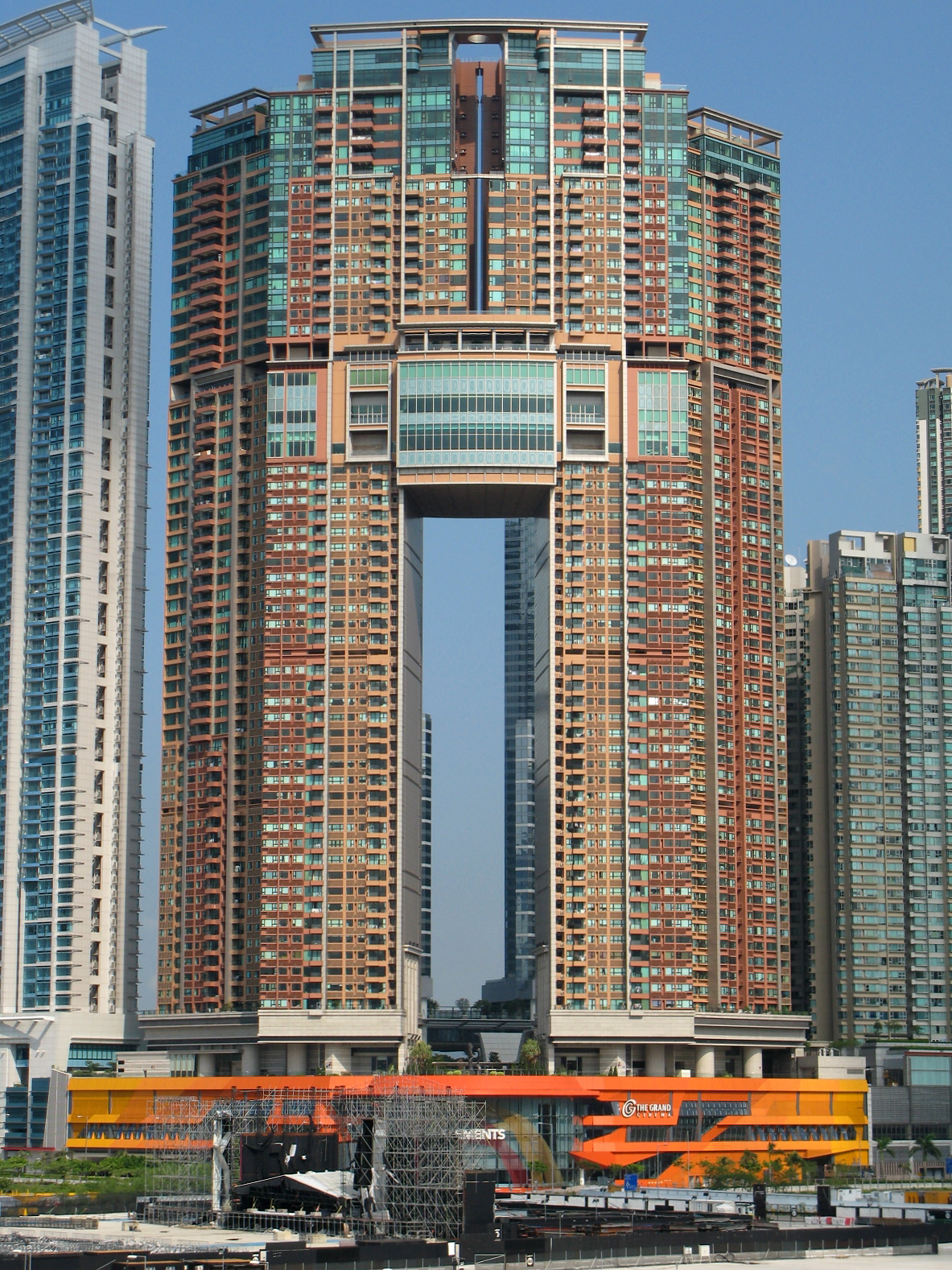
The Arch.

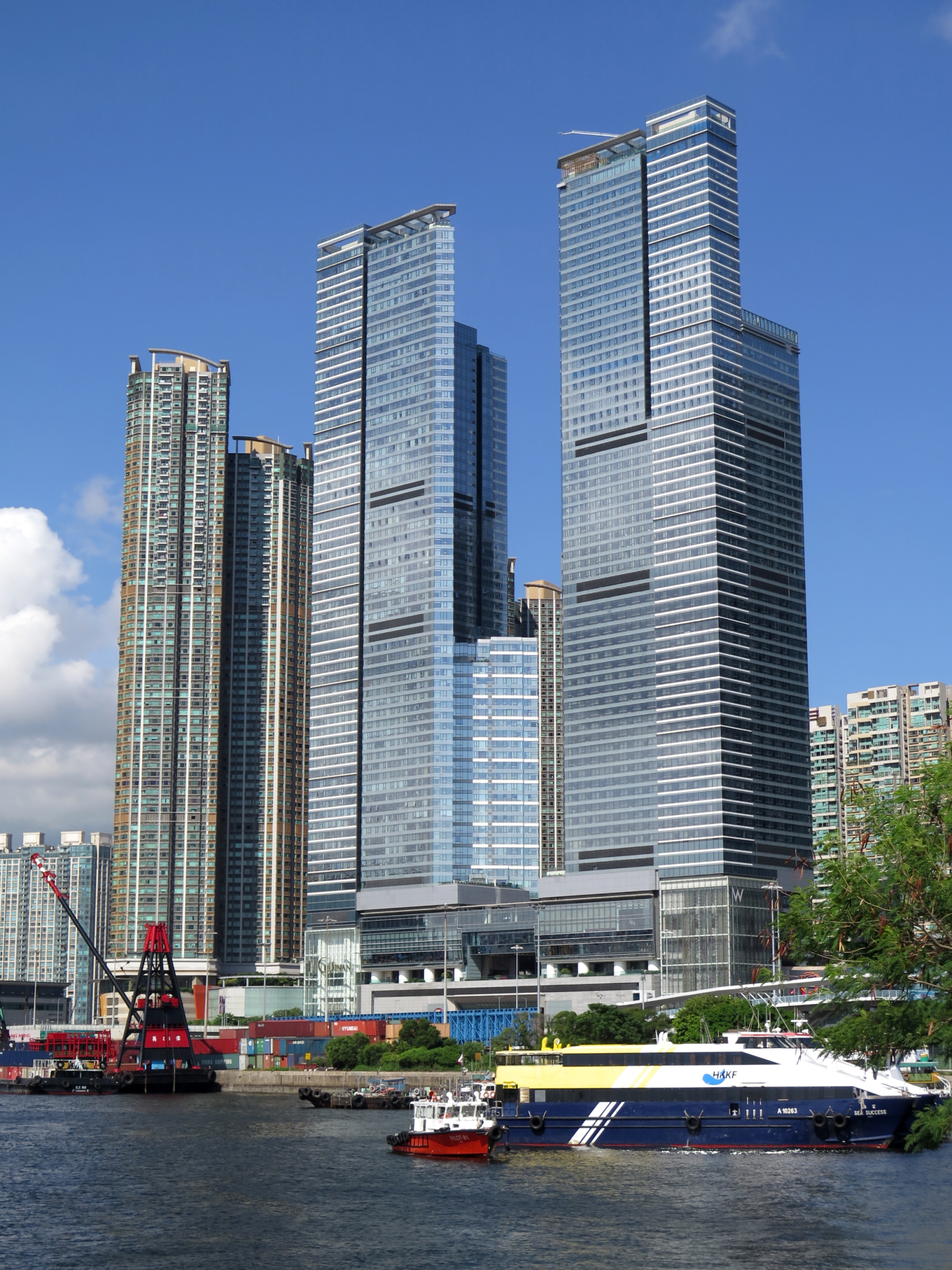
The Cullinan.

The Waterfront (en chino tradicional, 漾日居), que forma parte de la primera fase de Union Square, fue promovido por un consorcio dirigido por Wing Tai Asia, que incluía a Temasek Holdings, Singapore Land, Keppel Land, Lai Sun Development, World-wide Investment y USI Holdings. Consta de 1288 apartamentos repartidos en seis torres residenciales. Fue completado en 2000, junto con Dickson Cyber Express, un centro comercial de 7000 m² de superficie propiedad de Dickson Concepts.

### Sorrento
Sorrento (en chino tradicional, 擎天半島) es un complejo residencial que ocupa todo el lado norte de Union Square. Fue construido por The Wharf Estate Development Ltd. y MTR Corporation y contiene cinco torres residenciales construidas entre 2000 y 2003 y diseñadas por Wong & Ouyang (HK) Ltd.
Las torres están numeradas del uno al seis debido a que, al igual que en muchos otros edificios de Hong Kong se omite el número cuatro porque la palabra cantonesa para referirse a él es homófona a la palabra cantonesa que significa «muerte». Todas las torres tienen el mismo diseño, aunque su altura se reduce progresivamente de la torre 1 a la torre 6. Sorrento 1 tiene 256 metros de altura y 75 plantas, que lo hacen el segundo edificio residencial más alto de Hong Kong. En total, Sorrento contiene 2126 viviendas. Entre las torres 2 y 3 hay un hueco en el que hay un puente que conecta Sorrento con la Estación de Kowloon y el centro comercial Elements.

### The Harbourside
The Harbourside (en chino tradicional, 君臨天下) es un rascacielos residencial de 255 m de altura situado en el 1 de Austin Road West, en el lado sur de Union Square. La construcción de este edificio de 73 plantas, diseñado por P & T Architects & Engineers, comenzó en 2000 y se completó en 2003.
Desde la distancia The Harbourside parece la pared de un edificio. Sin embargo, en realidad se compone de tres torres unidas en la base, a media altura y en la parte superior. Los huecos entre las torres ayudan a mitigar la tensión causada por el viento dado que la fachada del edificio tiene una gran superficie, lo que hace que esté muy expuesto al viento. Fue construido como parte del proyecto de la Estación de Kowloon y fue la cuarta fase de Union Square.

### The Arch
The Arch (en chino tradicional, 凯旋门) es un rascacielos residencial de 65 plantas y 231 m de altura construido entre 2001 y 2005. Se compone de cuatro torres llamadas Sun Tower («Torre Sol»), Star Tower («Torre Estrella»), Moon Tower («Torre Luna») y Sky Tower («Torre Cielo»). La Torre Estrella está conectada a la Torre Luna, mientras que la Torre Cielo está conectada a la Torre Sol. Las Torres Sol y Luna se unen en las plantas más altas formando un arco, de aquí el nombre The Arch.
La promotora del proyecto, Sun Hung Kai Properties, fue criticada por las tácticas de venta que presuntamente usó con The Arch en 2005. Fue acusada de realizar «ventas internas» de unidades incompletas y ventas de pisos anunciando precios inflados por metro cuadrado, además de que no hubiera listas de precios. Aparentemente, un comprador pagó HK$168 millones por un ático de 498 m², es decir, HK$337 000 por metro cuadrado. Presuntamente le concedieron «edulcorantes» (descuentos aplicados al mismo comprador en otras unidades), que fueron excluidos de los cálculos. Esto permitió a la promotora elevar los precios del siguiente lote de quinientas unidades entre un cinco y un diez por ciento. Sin embargo, SHKP ha negado todas estas denuncias.

### The Cullinan
The Cullinan (en chino tradicional, 天璽), también conocido como la fase seis de Union Square, es un complejo residencial promovido por Sun Hung Kai Properties. Sus dos torres son (ex aequo) los dos edificios residenciales más altos de Hong Kong, con 68 plantas y 270 m. Ambas fueron completadas en 2008. El nombre del complejo proviene del diamante Cullinan, de 3106 quilates (621,2 g), el diamante más grande del mundo, encontrado en 1905. Originalmente, The Cullinan iba a tener 45 plantas, pero tras la cancelación de la fase cinco de Union Square su número de plantas se incrementó a 68.

### International Commerce Centre
El International Commerce Centre es un rascacielos de 108 plantas y 484 m de altura completado en 2010, que fue promovido conjuntamente por MTR Corporation y Sun Hung Kai Properties, que también son sus propietarios. Es actualmente el décimo edificio más alto del mundo y el edificio más alto de Hong Kong. El hotel de cinco estrellas Ritz-Carlton Hong Kong ocupa las plantas 102 a 118.

### Centro comercial

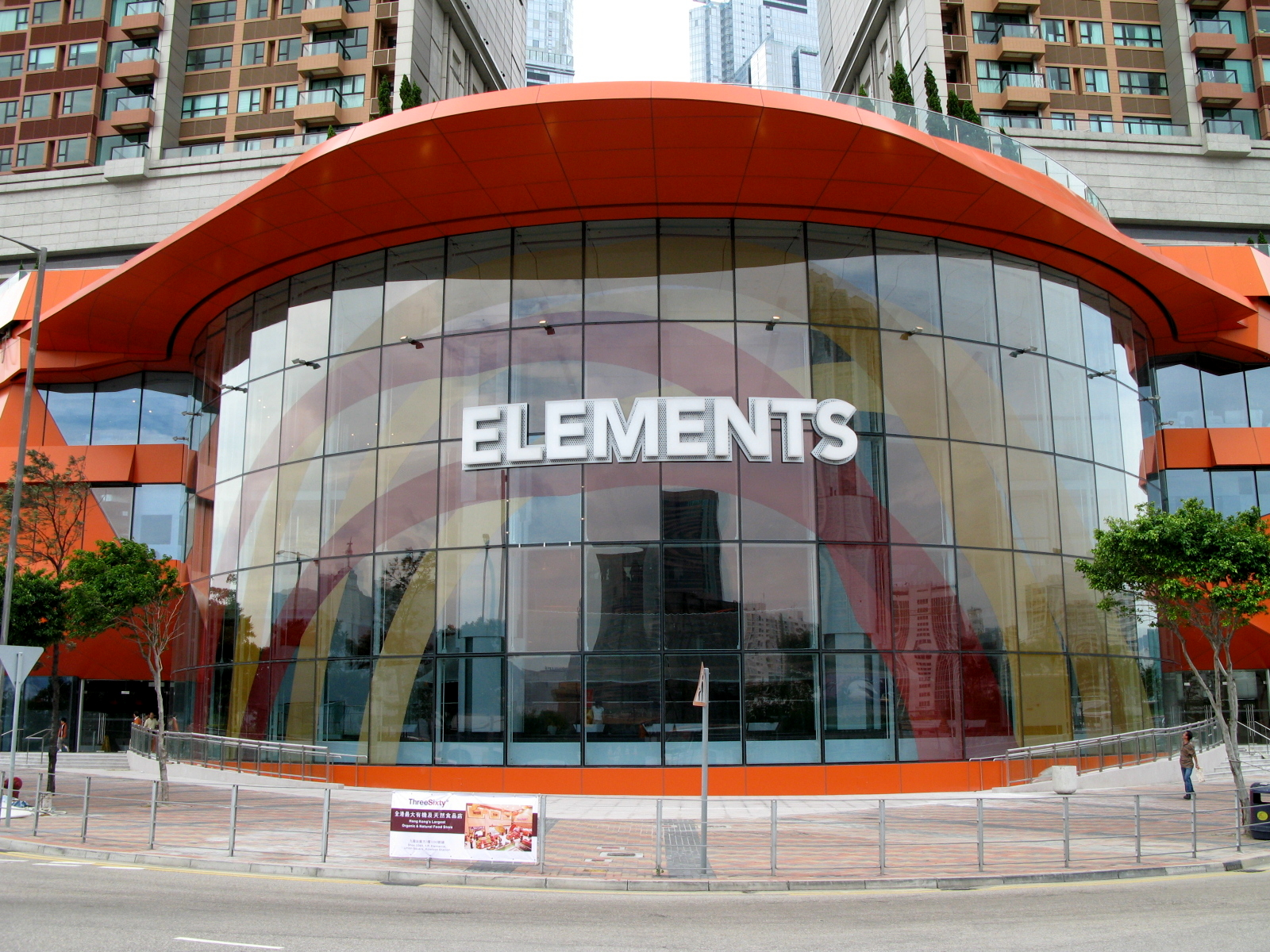
Entrada del centro comercial Elements.

Elements, el centro comercial de Union Square, ocupa 50 000 m². En 2008 tenía un total de 123 tiendas, además de una pista de hielo y un multicine de 1600 asientos llamado Grand Cinema, que es actualmente el cine más grande de Hong Kong.

## Acceso

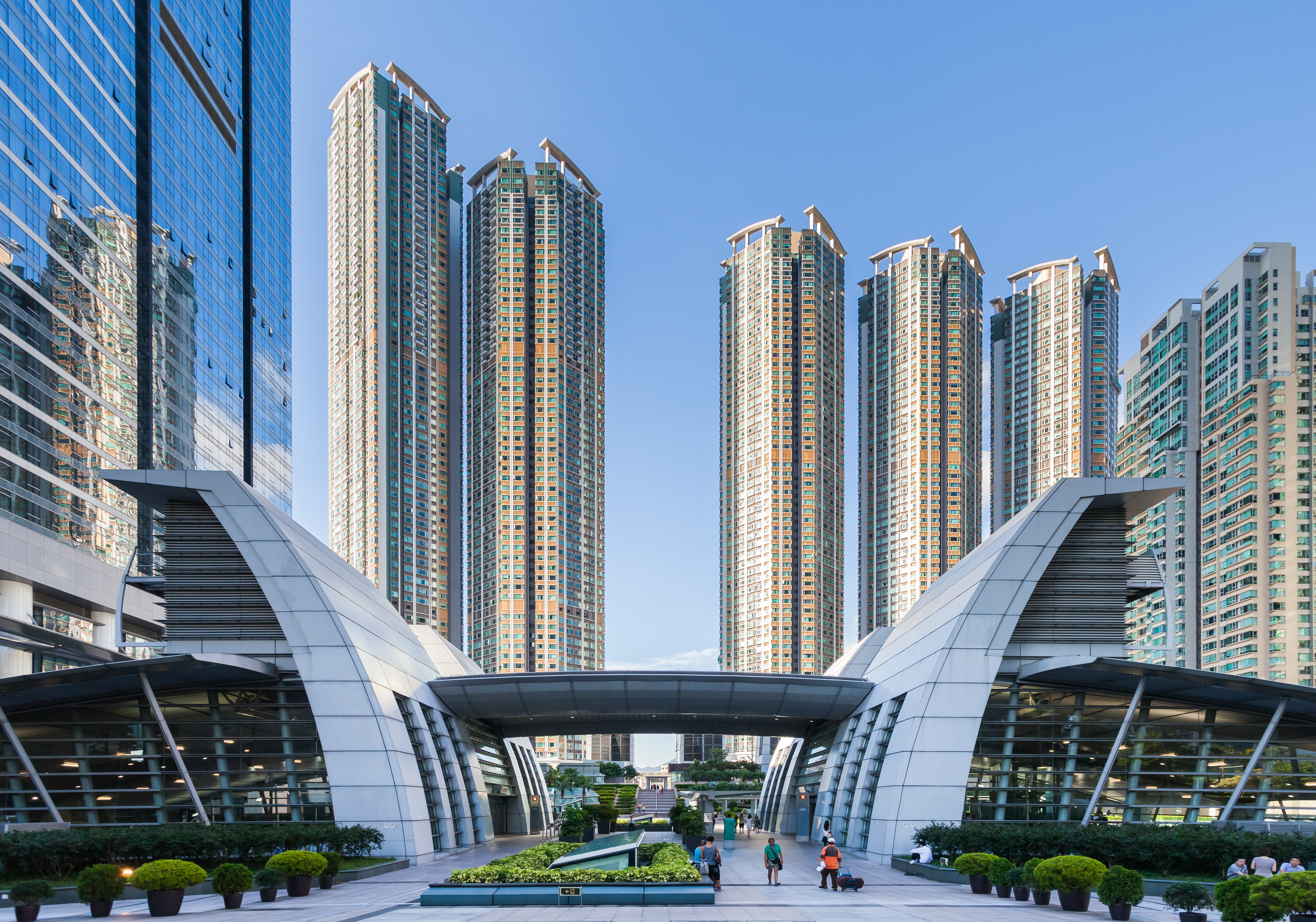
Salidas C2 (derecha) y D2 (izquierda) de la Estación de Kowloon, situada dentro de Union Square.

Se puede acceder fácilmente a los edificios de Union Square mediante el transporte público. Pasan cerca de él la Línea Tung Chung y la Línea Airport Express del Metro de Hong Kong y tiene además una terminal de bus.

### Transporte público
MTR
- Estación de Kowloon (Línea Tung Chung/Línea Airport Express)
- Estación de Austin (Línea West Rail)

KMB
- 8- Estación de Kowloon ↔ Star Ferry
- 11- Estación de Diamond Hill ↔ Estación de Kowloon
- 203E- Choi Hung ↔ Estación de Kowloon
- 215X- Lam Tin (Estación de Kwong Tin) ↔ Estación de Kowloon
- 259B- Tuen Mun Ferry ↔ Estación de Kowloon
- 261B- Sam Shing → Estación de Kowloon
- 270A- Sheung Shui ↔ Estación de Kowloon
- 281A- Kwong Yuen ↔ Estación de Kowloon
- 296D- Sheung Tak ↔ Estación de Kowloon

Cross Harbour Tunnel Bus
- 110- Estación de Kowloon ↔ Shau Kei Wan

Minibús
- 26- Estación de Kowloon ↔ To Kwa Wan
- 74- Estación de Kowloon ↺ Mong Kok
- 74S- Estación de Kowloon ↺ Ho Man Tin Hill
- 77M- Estación de Kowloon ↔ Estación de East Tsim Sha Tsui